# 波蘭 (紐約州赫基默縣)
波蘭（英語：Poland）是位於美國紐約州赫基默縣的村。

## 人口
根據2020年美國人口普查的數據，波蘭的面積為1.42平方千米，當中陸地面積為1.41平方千米，而水域面積為0.01平方千米。當地共有人口464人，而人口密度為每平方千米327人。